# Nigel Godrich
Nigel Timothy Godrich (Westminster, 28 de febrer de 1971) és un productor i enginyer de so. És més conegut pel seu treball amb la banda anglesa de rock alternatiu Radiohead. També ha treballat com a enginyer, productor o mesclador amb: Paul McCartney, Travis, Beck, Pavement, Air, Neil Finn, Natalie Imbruglia, Silver Sun, The Sundays, The Divine Comedy, U2, The Beta Band i R.E.M. Les produccions de Godrich són generalment conegudes pel seu so per capes, que sovint inclou transicions experimentals amb brunzits entre pista i pista.